# RTÉ 2XM
RTÉ 2XM est une station de radio musicale irlandaise créée le 30 mai 2007 par Raidió Teilifís Éireann.
Elle est opérationnelle à partir du 1er décembre 2008 et émet uniquement en numérique.
C'est une radio orientée vers les musiques rock, métal, alternative et indie.